# Charles Crenshaw
Charles Crenshaw (* 1933 in Paris, Texas; † 15. November 2001 in Fort Worth) war ein US-amerikanischer Chirurg. Er gehörte zu dem medizinischen Team, das Präsident John F. Kennedy an seinem Todestag behandelte. Nach seiner Pensionierung schrieb er zwei Bücher zum Attentat auf John F. Kennedy, in denen er zu Ergebnissen kam, die von der offiziellen Version abweichen.

## Leben
Charles Crenshaw wurde als Sohn von Andrew Jackson Crenshaw und seiner Frau Mary Leone Crenshaw in Paris, Texas geboren.
Crenshaw studierte zunächst an der Southern Methodist University und erlangte dort einen Bachelorgrad in den Naturwissenschaften. Es folgte ein Studium an der East Texas State University, welches er mit einem Mastergrad abschloss. 1957 begann er am Baylor University Graduate Research Institute. 1960 wurde ihm der Doktor der Medizin durch die University of Texas Southwestern Medical School verliehen. Es folgte seine praktische Ausbildung als Chirurgie-Residenzarzt am Parkland Hospital Dallas. Dort gehörte er zu den Ärzten, die Präsident Kennedy nach dem Attentat auf ihn behandelten. Er gehörte kurz darauf auch zum Behandlungsteam, das den Attentäter Lee Harvey Oswald zu retten versuchte. Nach seiner Zeit als Residenzarzt ging er nach Fort Worth, wo er am John Peter Smith Hospital tätig wurde. Er baute dort die Abteilung für Chirurgie auf und ging 1992 als Leiter der chirurgischen Abteilung in den Ruhestand.
Neben seiner medizinischen Karriere betätigte sich Charles Crenshaw in Forschung und Lehre. Er war Assistant Clinical Professor für Chirurgie an der University of Texas Southwestern Medical School von 1969 bis 1973, Associate Clinical Professor  von 1974 bis 1977, und Clinical Professor of Surgery von 1977 bis 1992. Er war Autor mehrerer Artikel in Fachzeitschriften.
Er starb 2001 an seinem Wohnort in Fort Worth und hinterließ eine Ehefrau und zwei Kinder.

## Werk über das Attentat
Im Ruhestand veröffentlichte er JFK: Conspiracy of Silence,
Einer breiten Öffentlichkeit wurde er durch dieses erste  Buch über das Attentat bekannt. Darin behauptete er, dass die Schüsse auf den Präsidenten von vorn gekommen sein müssten, ergo es mindestens einen zweiten Schützen gegeben haben müsse. Die Wunden seien beim Transport vom Parkland Hospital zur Obduktion im Bethseba Hospital manipuliert worden. Weiter vertrat er die Ansicht, dass Kennedys Leiche vier Schusswunden gehabt habe. An der Obduktion beteiligte Ärzte widersprachen Crenshaws Behauptungen in dessen Buch. Das Buch erreichte kurz nach dem Erscheinen den ersten Platz der Paperback-Bestsellerliste der New York Times. Kurz darauf gab das Journal of the American Medical Association eine Pressekonferenz, in der seine Thesen widerlegt wurden. Das Werk fiel darauf aus den Bestsellerlisten heraus. Als das Journal keine Gegendarstellung veröffentlichen wollte, verklagte Crenshaw die Fachzeitschrift und gewann einen Vergleich.
In dem Buch Trauma Room One: The JFK Medical Coverup Exposed wiederholte Crenshaw seine Thesen aus dem ersten Buch. Es war allerdings durch Fotos angereichert. Oliver Stone schrieb das wohlwollende Vorwort.
Er trat 1992 in dem von James Earl Jones moderierten Dokumentarfilm The JFK Conspiracy von Daniel Helfgott auf und war in der für den BAFTA nominierten Fernsehserie The Men Who Killed Kennedy zu sehen.

## Veröffentlichungen (Auswahl)
- JFK: Conspiracy of Silence. Pinguine 1992, ISBN 978-0-451-40346-9.
  - Übersetzung: JFK Verschwörung des Schweigens. Neue Enthüllungen über den Tod John F. Kennedys. Heyne, München 1992, ISBN 978-3-453-06267-2.
- Trauma Room One: The JFK Medical Coverup Exposed. Paraview Press, 2001 ISBN 978-0-7860-3427-7.
- JFK Has Been Shot: A Parkland Hospital Surgeon Speaks out. Pinnacle Books 2013, ISBN 978-0-7860-3427-7.